# Poama
Koordinaten: 58° 56′ N, 22° 21′ O
Poama ist ein Dorf (estnisch küla) in der Landgemeinde Hiiumaa (2013 bis 2017: Landgemeinde Hiiu, davor Landgemeinde Kõrgessaare) auf der zweitgrößten estnischen Insel Hiiumaa (deutsch Dagö).

## Beschreibung und Geschichte
Poama hat acht Einwohner (Stand 31. Dezember 2011).
Der Ort liegt im Nordosten der Halbinsel Kõpu (Kõpu poolsaar) direkt an der Ostsee. Die Entfernung zur Inselhauptstadt Kärdla beträgt 24 Kilometer.
Östlich von Poama fließt der gleichnamigen Bach (Poama oja), der in die Bucht von Luidja (Luidja laht) mündet. Nördlich des Dorfes liegt der Poama-See (Poama järv). Er hat eine Fläche von etwa acht Hektar. Der See ist nur durch einen schmalen Landstreifen von der Ostsee getrennt.